# 池田政鋹

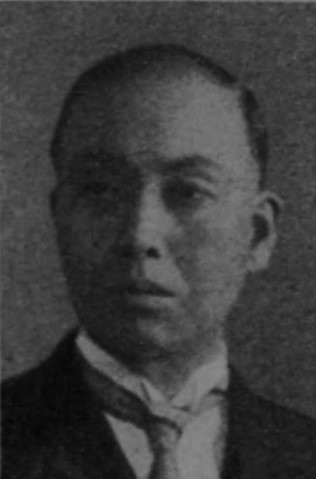
池田政鋹

池田 政鋹（いけだ まさとし、1899年（明治32年）1月30日 - 1945年（昭和20年）7月17日）は、日本の官僚・政治家。貴族院議員、子爵。従四位勲四等、研究会所属。

## 経歴
岡山県生まれ。本籍地は東京府。池田詮政の二男。伯父（詮政の兄）で鴨方藩知事であった池田政保の養子となる。
1924年（大正13年）、慶應義塾大学法学部を卒業。同年以降、臨時帝室編修官補、拓務属、朝鮮総督秘書官となるほか、麻布銀行取締役となる、また拓務省、大東亜省各委員、朝鮮農地開発営団監事などになる。
1937年（昭和12年）2月4日、養父が隠居し、家督を相続し同月15日、子爵を襲爵した。1939年（昭和14年）5月28日、貴族院子爵議員補欠選挙で当選し、研究会に所属して活動し死去するまで在任した。
1945年（昭和20年） 死去。46歳没。

## 親族
- 兄 池田禎政（旧岡山藩池田家第14代当主）[7]
- 弟 池田宣政（旧岡山藩池田家第15代当主）[7]
- 妻 綾子（壬生基義二女）[1] - 27歳で没[8]
- 妻 愛子（戸田氏秀長女）[1]
- 娘　篤子(1927年生)[9]
- 養子 池田政忠[1]